# Valentin Louis Doutreleau
Valentin Louis Doutreleau est un peintre et illustrateur français né à Saint-Servan le 8 mars 1814 et mort à Paris le 22 mars 1872.

## Biographie

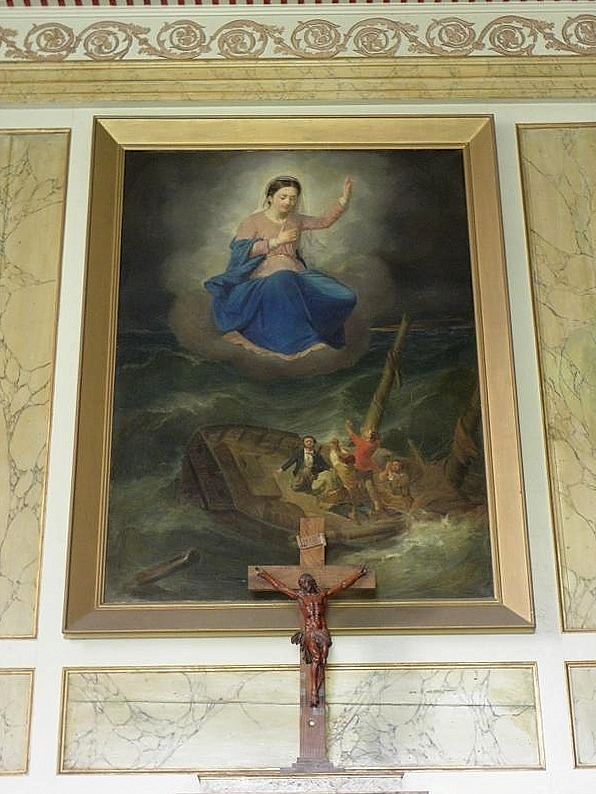
Vierge apparaissant à des naufragés, 1869, La Ville-ès-Nonais, église Notre-Dame et Sainte-Anne.

Valentin Louis Doutreleau est un élève de Paul Delaroche. Il entre aux Beaux-arts de Paris en 1837. Ses débuts au Salon ont lieu dès 1835, puis il y expose régulièrement jusqu'en 1870,.
En 1848, il est présent durant l'inhumation de Chateaubriand et en produit une toile de grand format disparue dans le bombardement de Saint-Malo en 1944 ; une esquisse de cette œuvre est conservée à Saint-Malo au musée d’Histoire de la Ville et du Pays Malouin.
En 1861, il illustre l'ouvrage Histoire et panorama d'un beau pays [Saint-Malo et sa région] signé Bertrand Robidou (Dinan, Librairie Bazouge).
Il travaille un temps sur le site de l'abbaye Notre-Dame de la Vieuville à Épiniac.
Son œuvre comprend principalement des scènes de genre d'inspiration historique, au début dans l'esprit du style troubadour ; il peint aussi des portraits.

## Œuvres dans les collections publiques
- La Ville-ès-Nonais, église Notre-Dame et Sainte-Anne :
  - Ascension ;
  - Vierge apparaissant à des naufragés, 1869 ;
  - Ange gardien.
- Rennes, cathédrale Saint-Pierre : Portrait de Mgr Brossay Saint-Marc.
- Rouen, musée des Beaux-Arts : Portrait de M. Fontenay, maire de Rouen, vers 1841.
- Saint-Malo, musée d’Histoire de la Ville et du Pays Malouin : Inhumation de Chateaubriand au Grand Bé, 1848, esquisse, huile sur sur toile.